# Void (informatica)
In gran parte dei linguaggi di programmazione derivati dal C e da Algol68, void è un tipo di dato risultante da una funzione che non restituisce alcun valore al suo chiamante. Tipicamente, tali funzioni sono chiamate per eseguire un side-effect (ad esempio, per eseguire un sottoprocesso o modificare le variabili di istanza degli oggetti che vengono loro passati).
I linguaggi C e C++ supportano anche il puntatore al tipo void (scritto void *). Variabili di questo tipo sono dette generic pointers (puntatori generici) e per essere dereferenziate debbono essere prima convertite in un altro tipo di dato.
Nella libreria Java java.lang.* è presente una classe non istanziabile di nome Void, contenente Void.TYPE, oggetto rappresentante lo pseudo-tipo corrispondente alla keyword void.